# Neferit II.
Neferit II. ali Nefarud II. je bil faraon Starega Egipta,  ki je vladal leta 380 pr. n. št. po smrti svojega očeta Hakorja, * ni znano, † 380 pr. n. št.
Bil je zadnji faraon iz 29. dinastije. Po samo štirih mesecih vladanja ga je odstavil in verjetno ubil njegov naslednik Nektaneb I.
Njegovo ime se na pojavlja na nobenem spomeniku. Dokazan je samo v Manetonovi Epithome in Demotski kroniki. 

## Sklic
1. ↑  Nepherites II.

| Neferit II. 29. dinastijaRojen: ni znano Umrl: 380 pr. n. št. |                              |                        |
| Predhodnik: Hakor                                             | Faraon Egipta 380 pr. n. št. | Naslednik: Nektaneb I. |